# André Glory
Pour les articles homonymes, voir Glory.
André Glory, né le 14 mai 1906 à Courbevoie et mort le 29 juillet 1966 à Auch, est un prêtre, archéologue, spéléologue et préhistorien français.

## Biographie

### Formation
Après des études de théologie, André Glory est ordonné prêtre à Strasbourg en 1933.
Dès 1935, il s'intéresse à la spéléologie et à l'archéologie. Nommé vicaire à Orbey (Haut-Rhin), il fouille différents sites néolithiques de la région et recueille des documents utilisés par la suite dans le cadre de sa thèse de doctorat. 
La Seconde Guerre mondiale l'amène à Toulouse, où il est nommé professeur de sciences, de dessin et d'histoire au Petit séminaire. Il entreprend alors une formation en archéologie et obtient un certificat de Préhistoire en 1941, puis, encouragé par Henri Breuil et Henri Begouën, un titre de docteur de l'Université catholique de Toulouse pour sa thèse sur La Civilisation néolithique en Haute-Alsace (1942).
En 1943, il participe avec le franciscain Frédéric-Marie Bergounioux à un ouvrage d'anthropologie préhistorique Les Premiers Hommes.

### Spéléologie
En 1935, l'abbé Glory anime les activités spéléologiques dans sa région, l'Alsace.
Le 19 août 1935, avec Robert de Joly, il découvre l'aven d'Orgnac. Une des salles de ce gouffre porte son nom.
À la fin des années 1940, il explore les gouffres aveugles de la carrière souterraine du village de Savonnières-en-Perthois ; le 18 septembre 1948, accompagné de Roland Louvrier, il effectue la descente au fond de l'abîme de Savonnières.

### Archéologie

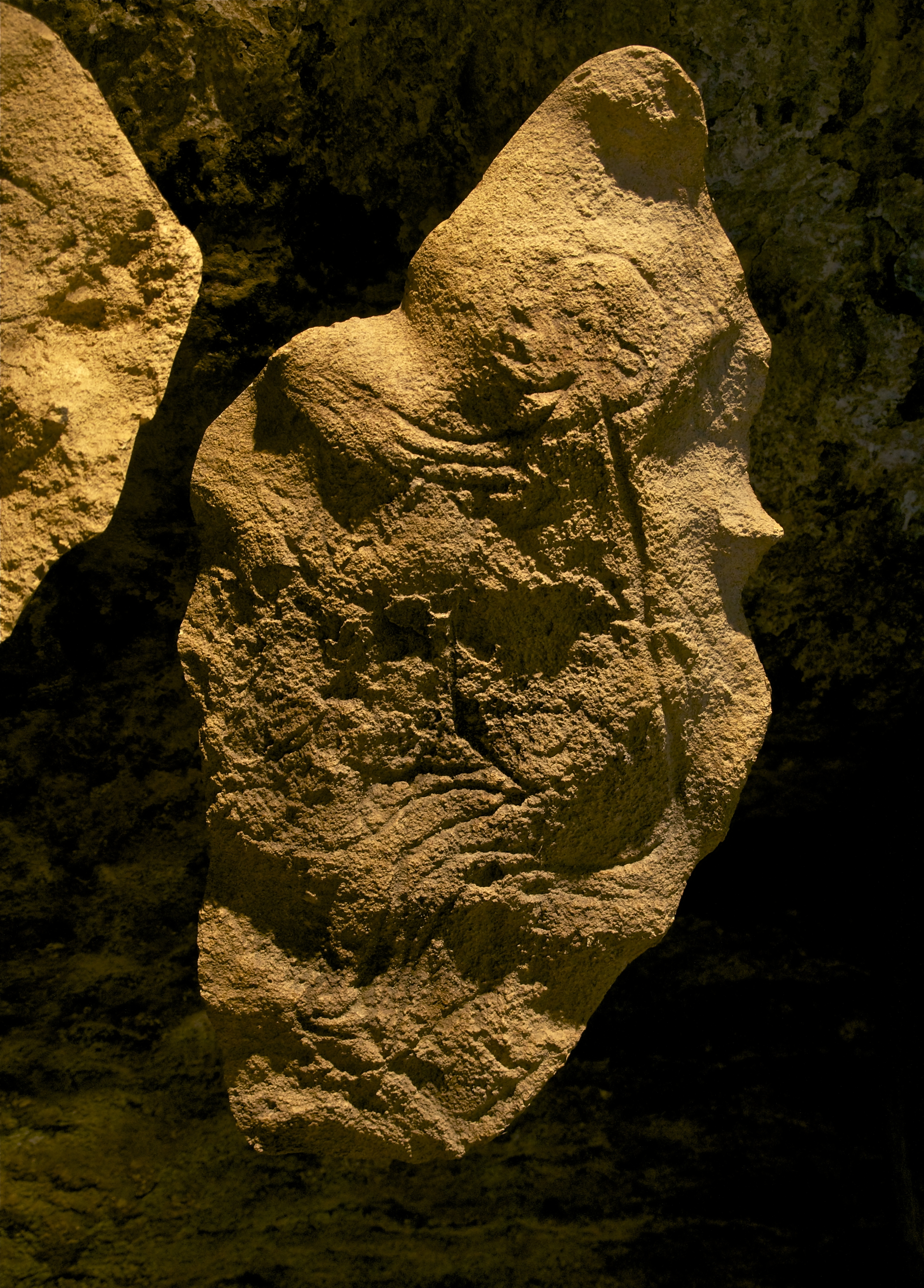
Gravure anthropomorphique dite du « sorcier », grotte de Saint-Cirq.
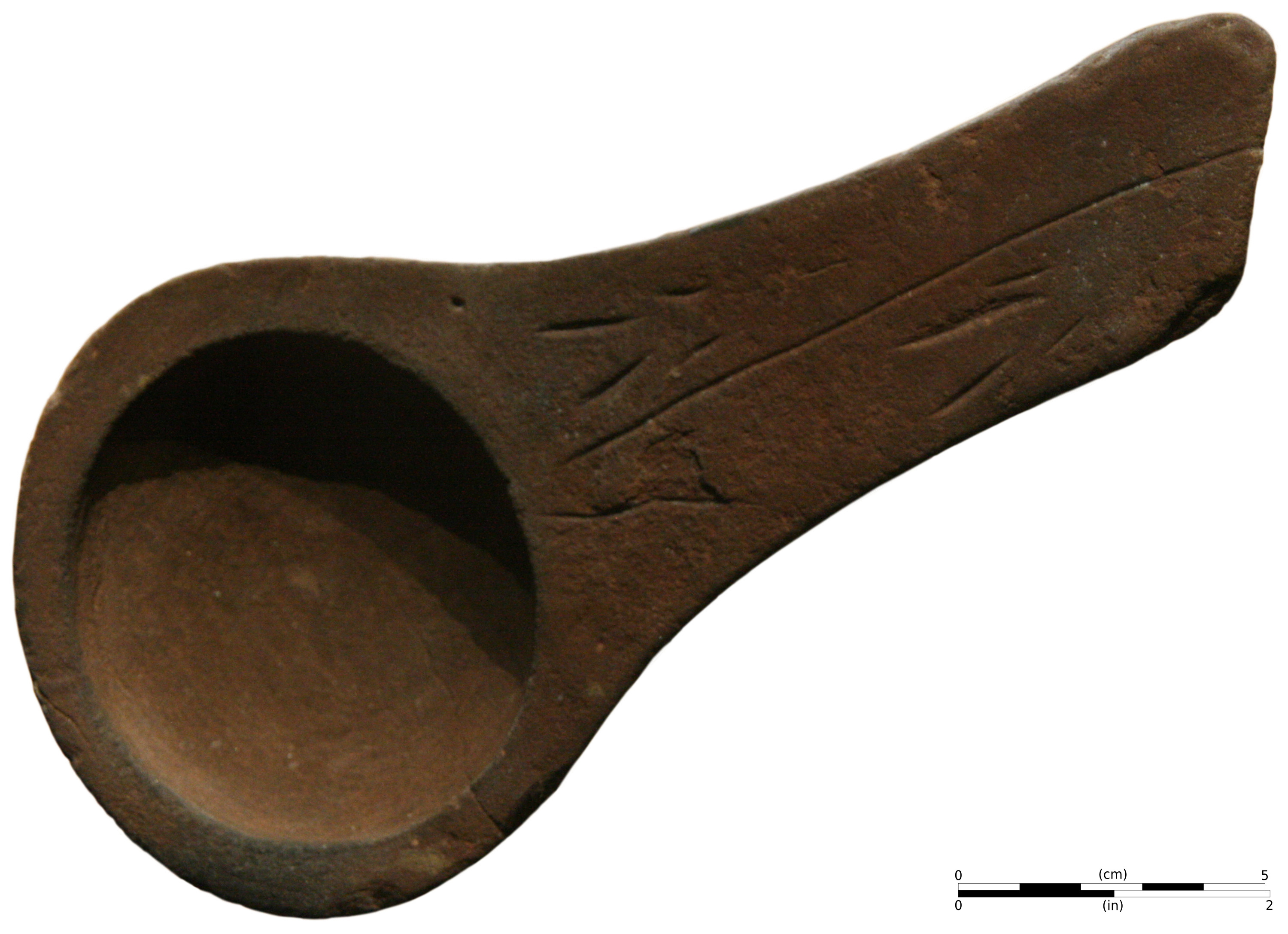
Brûloir en grès rouge - Lascaux. Magdalénien.
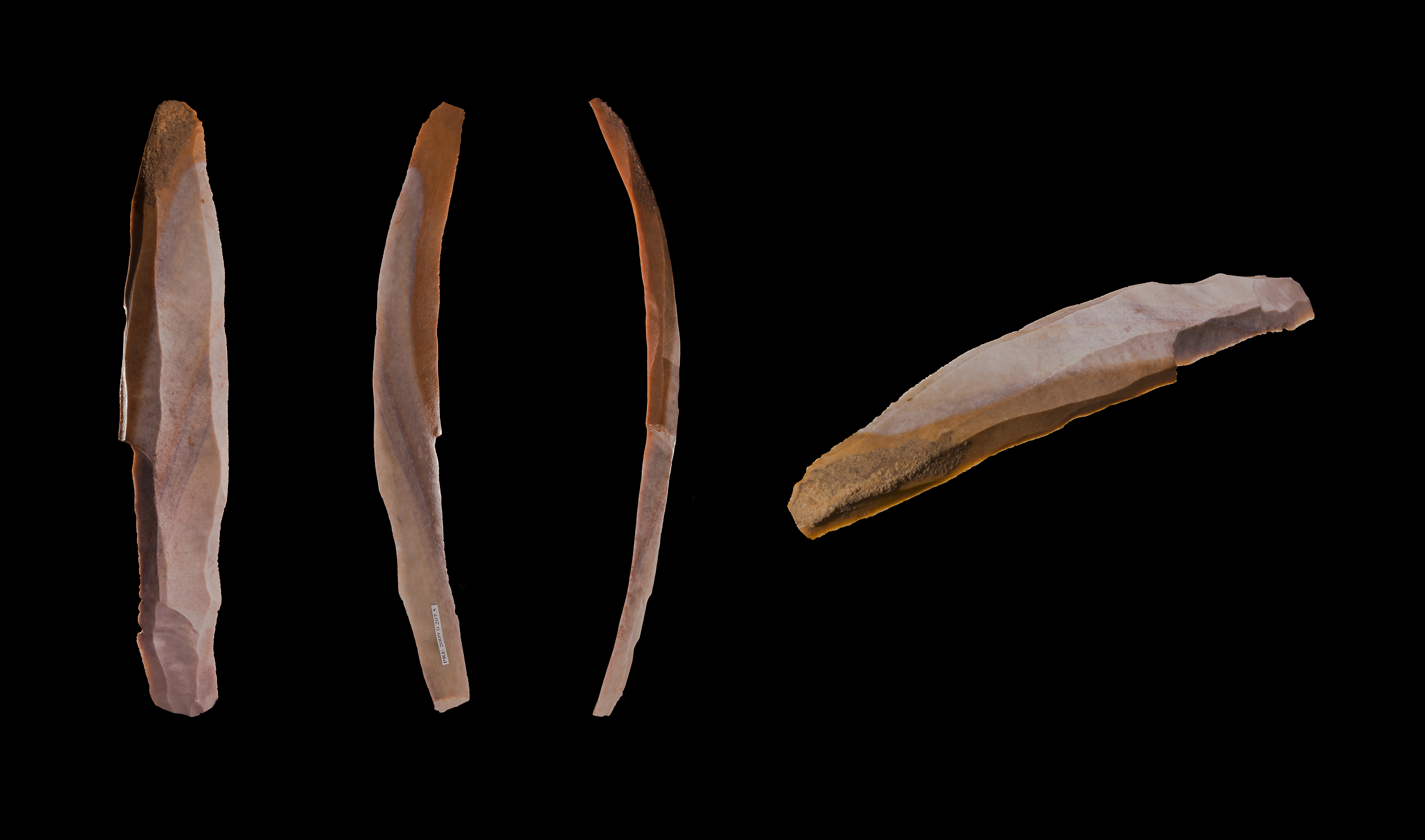
Lame de plein débitage - grottes de Labastide Muséum de Toulouse.
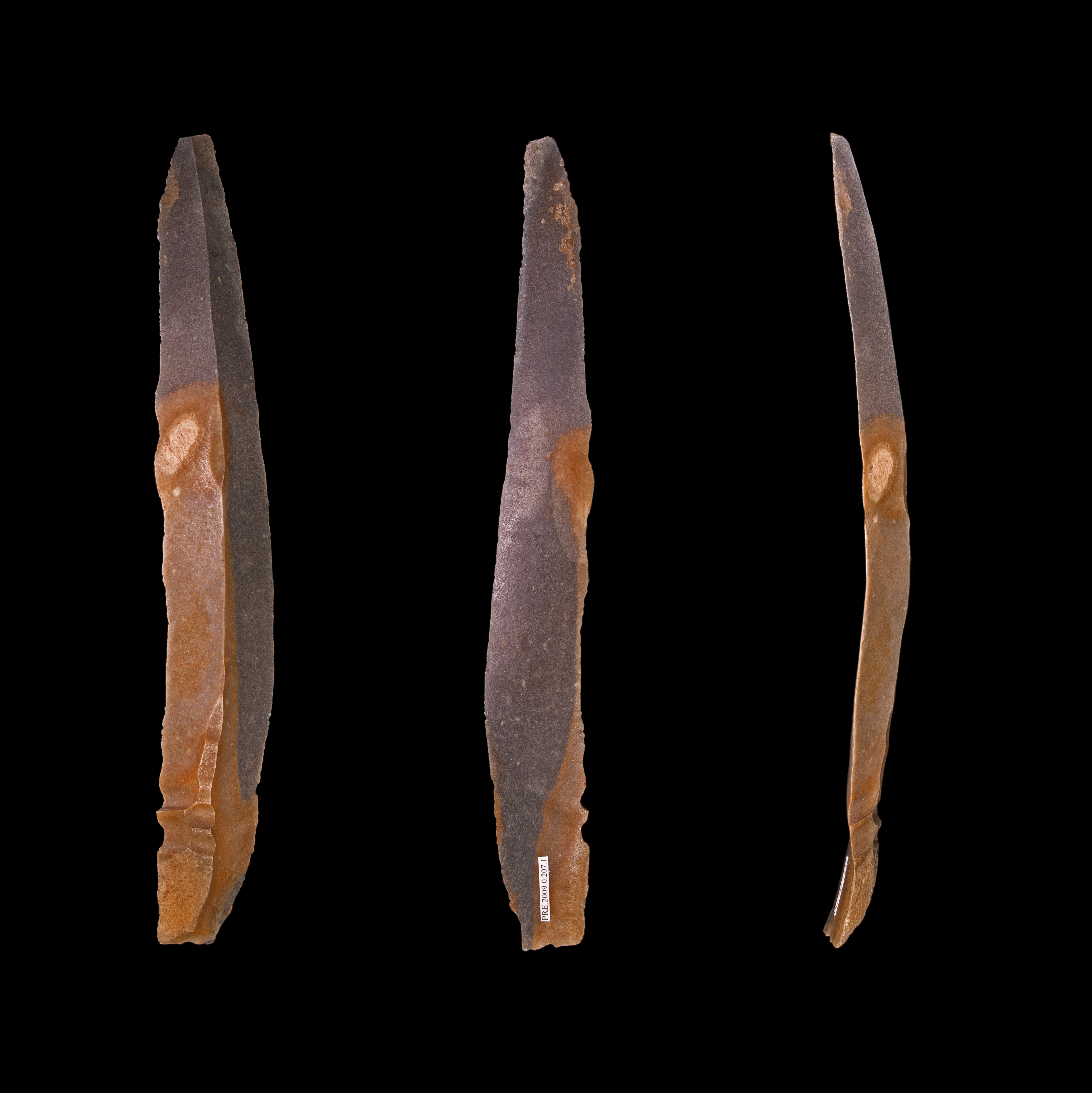
Lame de plein débitage - grottes de Labastide Muséum de Toulouse.
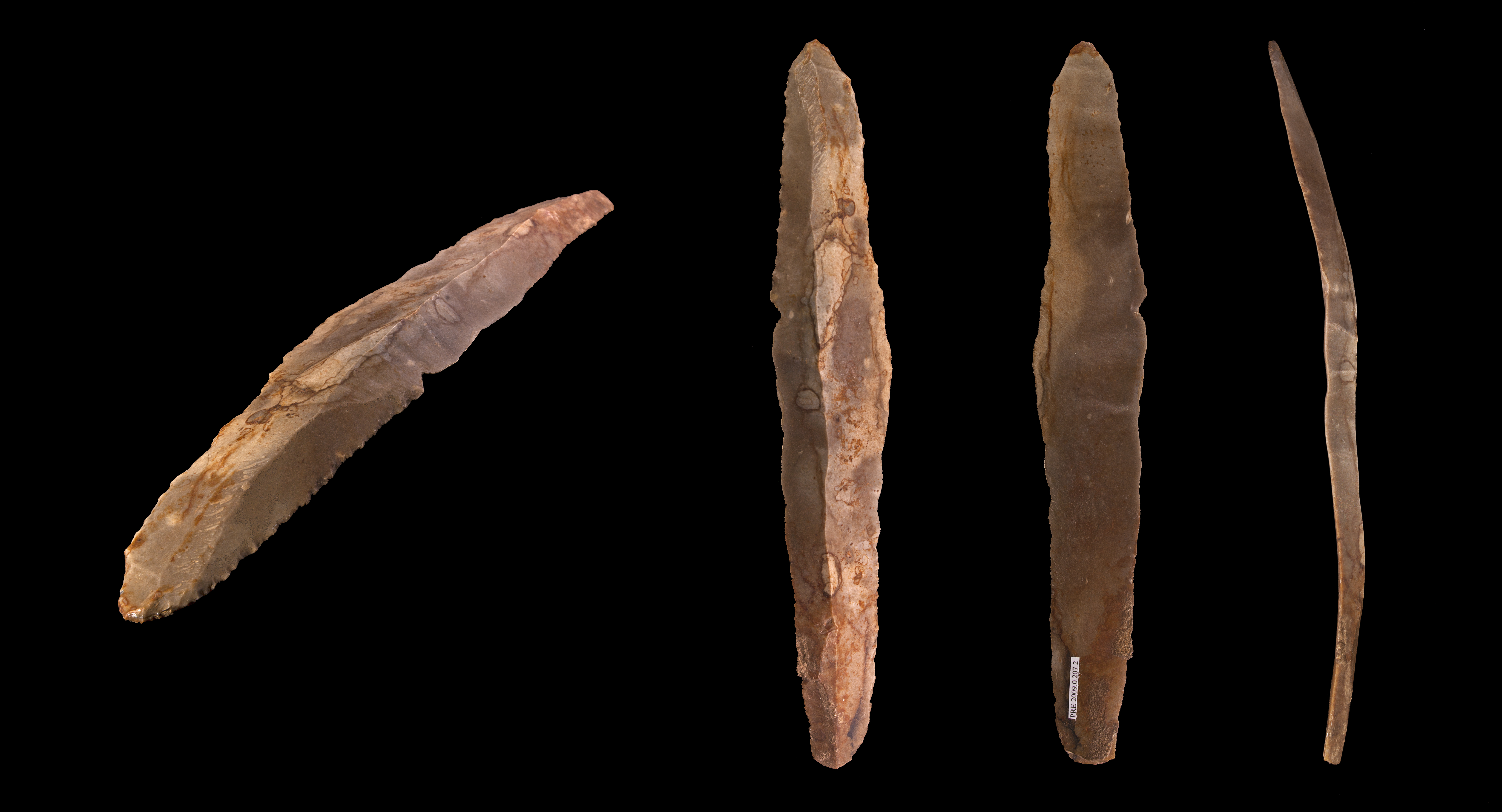
Lame à retouches continues sur deux bords - grottes de Labastide Muséum de Toulouse.

Dès 1936, André Glory publie et fait des conférences sur l'archéologie. Il profite des vacances pour visiter des grottes ornées préhistoriques comme Pech Merle et Gargas. De 1949 à 1950, il découvre les grottes à gravures paléolithiques d'Ebbou et du Colombier en Ardèche puis fouille dans les Pyrénées-Atlantiques et des Hautes-Pyrénées (Grottes de Labastide). Il est nommé ingénieur au CNRS en 1958 seulement.
De 1952 à 1963, à la demande de l'abbé Henri Breuil et avec l'aide de maigres vacations, il effectue l'étude de l'art pariétal de Lascaux. Plus de 1 400 gravures sont relevées. Il est toléré durant les travaux d'aménagement de la grotte et peut recueillir les objets préhistoriques trouvés par les ouvriers. D'après André Leroi-Gourhan, il est en 1982 « l'homme qui a le mieux connu Lascaux ».
En 1953, il explore la grotte du Sorcier à Saint-Cirq en Dordogne. Durant les années 1950, l'abbé Glory, Henri Breuil ainsi que d'autres éminents personnages trouvèrent les premiers des griffes animales dans la grotte de Rouffignac. 
Il accumule notes et documents sur Lascaux et met de côté divers beaux objets pour étude. Il rédige le manuscrit d'un ouvrage pour le CNRS sur cette grotte et ses découvertes. Il doit renoncer à son travail à Lascaux en 1963. Tout ce « trésor de l'abbé Glory », réputé perdu ou volé en 1966, ne sera retrouvé qu'en 1999 et publié qu'en 2008 par Brigitte et Gilles Delluc.
Dans le Quercy, il étudie rapidement les principales cavités préhistoriques : Cougnac, le cuzoul des Brasconnies, la grotte des Escabasses, de Pergouset, de Roucadour et celle du site des Fieux en 1965. Il travaille également à Bara-Bahau, Lalinde, Isturitz, Ebbou et au Gabillou.
Sur la fin de sa vie, il se passionne pour le chamanisme. Très imaginatif et dépourvu de culture ethnographique, il imagine y trouver des réponses aux multiples questions posées par l'art préhistorique et s'attire de sévères critiques de André Leroi-Gourhan.

### Mort et funérailles
Le 29 juillet 1966, il meurt avec Jean-Louis Villeveygoux dans un accident de la route, au retour d'une visite de grottes ornées nouvellement découvertes en Espagne.

## Ouvrages et publications
- Au pays du grand silence noir, Paris, Alsatia, 1937

- Prix Montyon 1939 de l’Académie française
- Les peintures rupestres de style ibérique dans la vallée du Caramy (Var), avec Sanz Martinez et H. Neukirch, Le Mans, Monnoyer, 1944
- "A la découverte des hommes préhistoriques", Paris, Alsatia, 1944
- « Gravures rupestres schématiques dans l'Ariège », in Fouilles et monuments archéologiques en France métropolitaine, tome V, Paris, CNRS, 1947
- Une nouvelle stèle aniconique, avec Sanz Martinez et H. Neukirch, Le Mans, Monnoyer, 1948
- Lascaux. Versailles de la Préhistoire, Imprimerie Leymarie, Périgueux, 1971
- "Caverne ornée de Bara-Bahau", Le Bugue-sur-Vézère, 1955
- « Débris de corde paléolithique à la grotte de Lascaux (Dordogne) », in Mémoires de la Société Préhistorique Française, tome 5, 10 fig., p. 135-169, 1959
- « Nouvelles découvertes de dessins rupestres sur le Causse de Gramat (Lot) », Bulletin de la Société Préhistorique Française, t. LXII, p. 528-538, 10 fig., 1 inventaire, 1965
- André Glory, 2008 : Les recherches à Lascaux (1952-1963). Textes et documents recueillis, présentés et commentés par Brigitte et Gilles Delluc, Gallia-Préhistoire, XXXIXe suppl., CNRS éditions (le fameux "trésor" de l'abbé André Glory, réputé perdu et retrouvé seulement en 1999).
- sous le pseudonyme de Max Landreau :
  - La Vengeance du Rhin, collection La Toison d’or, édition Alsatia, 1946.

Max Landreau est le nom de l'un des membres de l'équipe spéléologique d'André Glory qui avait pour mission le prélèvement de spécimens de la faune cavernicole ; il aurait autorisé André Glory à utiliser son nom pour l'édition de La Vengeance du Rhin